# Valle del Cinca
Valle del Cinca es una indicación geográfica protegida, utilizada para designar los vinos de la tierra originarios de la zona vitícola española del valle del río Cinca
Esta indicación geográfica fue reglamentada en 2005 y admite categorías de vinos blancos con grado alcohólico natural mínimo de 11º , rosados con 11'5º y tintos con 12º.

## Zona de producción
La zona de producción comprende los siguientes municipios de la provincia de Huesca: Albalate de Cinca, Alcampell, Alfántega, Altorricón, Belver de Cinca, Binaced, Binéfar, Esplús, Fraga, Monzón, Osso-Almudáfar, Pueyo de Santa Cruz, San Esteban de Litera, Tamarite de Litera, Vencillón, Zaidín y Almunia de San Juan.

## Variedades de uva
- Blancas: Macabeo, Garnacha blanca, Chardonnay, Moscatel de Alejandría, Sauvignon Blanc, Chenin, Gewürtztraminer, Malvasía y Riesling.

- Tintas: Mazuela, Cabernet Sauvignon, Merlot, Tempranillo, Garnacha Graciano, Syrah, Cabernet franc, Moristel, Parraleta y Pinot noir.